# Krasne (Precarpazia)
Krasne è un comune rurale polacco del distretto di Rzeszów, nel voivodato della Precarpazia.
Ricopre una superficie di 39,4 km² e nel 2005 contava 9 660 abitanti.